# Karl Mannheim
Karl Mannheim (n. 1893- d. 1947) a fost un filozof și sociolog german. 
A fost profesor de sociologie la Frankfurt și Londra, elev al lui Max Weber. Domeniul principal de cercetare al lui Mannheim l-a constituit sociologia cunoașterii, pe care a fundamentat-o printr-o asimilare specifică a rezultatelor sociologiei teroretice germane si a concepției materialiste a istoriei, rămânând însă predominant pe terenul idealismului. Mannheim a urmărit să trateze sistematic factorii care determină gândirea grupurilor sociale, considerând sociologia cunoașterii drept o "știința empirică a faptelor", care are ca temă de studiu "gândirea reală" a grupurilor umane. Mannheim considera cunoașterea nu ca pe un fapt al gândirii pure, ci ca un rezultat al conviețuirii active în societate. Într-un spirit relativist, Mannheim considera ideologia ca falsă conștiință, ca interpretare spontană sau conștient denaturată a realității, determinată de diferitele poziții sociale ale oamenilor, negând astfel valoarea ei cognitivă reală. Mannheim și-a imaginat și un nou tip de om al viitorului, in formarea căruia ar trebui sa se pornească "de la modele religioase", ceea ce, evident, arată cât de mult a rămas Mannheim între limitele conștiinței burgheze a timpului.

## Opere
- "Suflet și cultură" (1918)
- "Ideologie si utopie" (1929)
- "Asupra problematicii si sociologiei in Germania" (1929)
- "Sociologia cunoașterii" (1931)
- "Temele contemporane ale sociologiei" (1932
- "Omul si societatea in epoca reconstrucției" (1935)
- "Diagnosticul epocii noastre" (1943)
- "Libertate, putere si planificare democrată" (1950)